# Daniel Schenkel
Daniel Schenkel,  también conocido como Georg Daniel Schenkel von Waldkirch, (Dägerlen, 21 de diciembre de 1813 - Heidelberg, 18 de mayo de 1885) fue un teólogo luterano suizo.

## Biografía
Hijo de Johannes, pastor protestante y hermano mayor de Jakob Christoph; estudió en la Universidad de Basilea y en la de Gotinga. Tras los estudios pasó a ser pastor en Schaffhausen  en 1841. En 1849, fue profesor de teología en Basilea y dos años más tarde en Heidelberg, donde también compaginó la enseñanza junto a la dirección del seminario y ser el predicador universitario. En la ciudad alemana también fue director del seminario y predicador de la Universidad. Durante su vida pasó de ser un teólogo conservador enemigo del Catolicismo; a ser un teólogo de la mediación, para acabar siendo un teólogo liberal y crítico.
Se hizo miembro de la Asociación Protestante Alemana que promovía la renovación del Protestantismo. Entre las medidas que promovía estaban el sufragio universal en la Iglesia y los derechos de los laicos. De 1852 a 1859 fue editor del Allgemeine Kirchenzeitung, periódico oficial de la Iglesia, labor que abandonó para fundar en 1859 el periódico Allgemeine kirchliche Zeitschrift. El nuevo periódico, influenciado por Hegelianismo y dirigida a los laicos, será de corte liberal y aboga por una Iglesia estatal unida y pragmática. Fue editor del periódico desde 1861 a 1872.
Considerado uno de los teólogos más autorizados de Baden, fue invitado varias veces a los sínodos eclesiásticos. 
Murió en Heilderberg en 1885 poco después de retirarse.

## Obra
El propósito principal de sus libros es la modernizacón y reinterpretación del Cristianismo. Sus obras se consideran subjetivas, fantasiosas y carentes de imparcialidad. Sin embargo, Otto Pfleiderer cree que se trata de obras <<llenas de un entusiasmo apasionado por el carácter de Jesús>>. 
Su obra más famosa, La Naturaleza del Protestantismo (Das Wesen des Protestantismus), esta dirigida contra David Friedrich Strauss y su La vida de Jesús para el pueblo alemán (Das Leben Jesu für das deutsche Volk bearbeitet). En ella pretende probar por medio de hechos históricos los principios básicos del Protestantismo y la legitimidad del Evangelicalismo. En Das Charakterbild Jesu traza una imagen meramente humana de Jesucristo basándose en los Evangelios sinópticos. Fue una obra muy polémica dentro de los círculos eclesiásticos.
Plasmó las ideas de la Asociación Protestante Alemana en su libro El cristianismo y la Iglesia (Christentum und Kirche im Einklang mit der Kulturentwicklung).
En 1867, con el fin de popularizar las investigaciones y los resultados de la Escuela Liberal, dirige la creación de la  Bibel-Lexicon, obra de 5 volúmenes que sigue teniendo hoy vigencia.
Entre sus otros trabajos están: Charlas sobre el protestantismo y el catolicismo (Gespräche über Protestantismus und Katholizismus), Los Reformadores y la Reforma (Die Reformatoren und die Reformation), La imagen de Cristo de los Apóstoles y el período postapostólico (Das Christusbild der Apostel und der nachapostolischen Zeit) y Enseñanzas básicas del cristianismo desde la Conciencia de la Fe (Die Grundlehren des Christenthums aus dem Bewußtsein des Glaubens).